# O, jag mins en gång
O, jag mins en gång, är en psalmsång med tre verser av Carl Lundgren. Melodin använde Albert Johansson till sin psalmtext  O, jag vet ett land, sång nummer 15 i Turturdufvans röst.

## Publicerad i
- Hjärtesånger 1895 som nr 213 under rubriken "Blandade sånger" med titeln "Fogelsång" under delrubriken "Den kristliga sången"